# Théâtre national (Varsovie)
Le Théâtre national de Varsovie, (Teatr Narodowy), est une scène de théâtre située à l'intérieur du Grand Théâtre de Varsovie (Teatr Wielki). C’est l’un des trois théâtres du pays à bénéficier du statut d’institution nationale.
Le Théâtre national est le plus ancien théâtre de Pologne. Il fut fondé en 1765 par le roi Stanislas II à l'époque du Siècle des Lumières polonais dominé par l'intelligentsia et la bourgeoisie polonaises.
Le 17 mars 1830, Chopin y créa son Concerto pour piano n ° 1 en mi mineur, op. 11.
Lors de l'Insurrection de novembre 1830 du peuple polonais contre la domination russe, le Théâtre national fut fermé. Par ordre du tsar, le Théâtre national (Teatr Narodowy) changea de nom pour celui de Grand Théâtre (Teatr Wielki). Le tsar avait le contrôle sur la programmation qui excluait tout hymne ou thème nationaliste polonais.
Ce n'est qu'en 1924, avec la Deuxième République de Pologne, que le Théâtre national vécut une nouvelle période de rayonnement culturel, notamment sous la direction d'Aleksander Zelwerowicz. Elle fut de courte durée, car dès 1939, la Seconde Guerre mondiale mit un terme à l'activité théâtrale du Théâtre national. En 1945, le régime communiste établit une censure sur la programmation théâtrale jusqu'en 1989.
Depuis 1998, Krzysztof Torończyk est à la tête du Théâtre national et depuis 2003 sa direction artistique est assurée par Jan Englert.

## Artistes ayant travaillé au Théâtre national
- Wojciech Bogusławski (1757-1829), comédien et directeur du théâtre
- Tadeusz Łomnicki (1927-1992), comédien
- Helena Modjeska (1840-1909), comédienne
- Teresa Palczewska (1805-1858), comédienne